# Roll 'em, Smoke 'em, Put Another Line Out
Roll 'em, Smoke 'em, Put Another Line Out è il terzo disco in studio del gruppo rock inglese Patto ed è stato pubblicato ad ottobre del 1972. L'album è stato registrato agli Island Studios di Londra. Nell'edizione americana le prime due tracce sono state pubblicate in ordine inverso.

## Tracce[2]

### Lato A
1. Flat Footed Woman – 8:05 (Ollie Halsall, Mike Patto)
2. Singing the Blues on Reds – 4:56 (Ollie Halsall, Mike Patto)
3. Mummy – 2:18 (John Halsey) – voce: John Halsey
4. Loud Green Song – 3:52 (Ollie Halsall, Mike Patto)

Durata totale: 19:11

### Lato B
1. Turn Turtle – 6:07 (Ollie Halsall, Mike Patto)
2. I Got Rhythm – 4:47 (Mike Patto)
3. Peter Abraham – 6:20 (Ollie Halsall)
4. Cap'n 'P' and the Atto's (Sea Biscuits, Pt. S 1 and 2) – 5:42 (Ollie Halsall, John Halsey)

Durata totale: 22:56

## Formazione
- Mike Patto - voce
- Ollie Halsall - chitarra elettrica, chitarra acustica, pianoforte, vibrafono
- Clive Griffiths - basso
- John Halsey - batteria